# آگزیکارا خان
آگزیکارا خان (ترکی استانبولی: Ağzıkara Han) کاروانسرای تاریخی دوره سلجوقی در ترکیه است. این بنا در روستای آگزیکاراخان در استان آق‌سرای واقع شده‌است. این کاروانسرا یکی از مهمترین و زیباترین نمونه کاروانسراهای معمولی است که توسط مراجع غیر سلطنتی ساخته شده‌است. کتیبه‌های بنیاد گواهی می‌دهند که قسمت مسقف ساختمان در ژوئن ۱۲۳۱ در زمان سلطان علاءالدین کیقباد به اتمام رسیده‌است، در حالی که حیاط در فوریه ۱۲۴۰ در زمان جانشین وی کیخسرو دوم تکمیل شده.

## نگارخانه

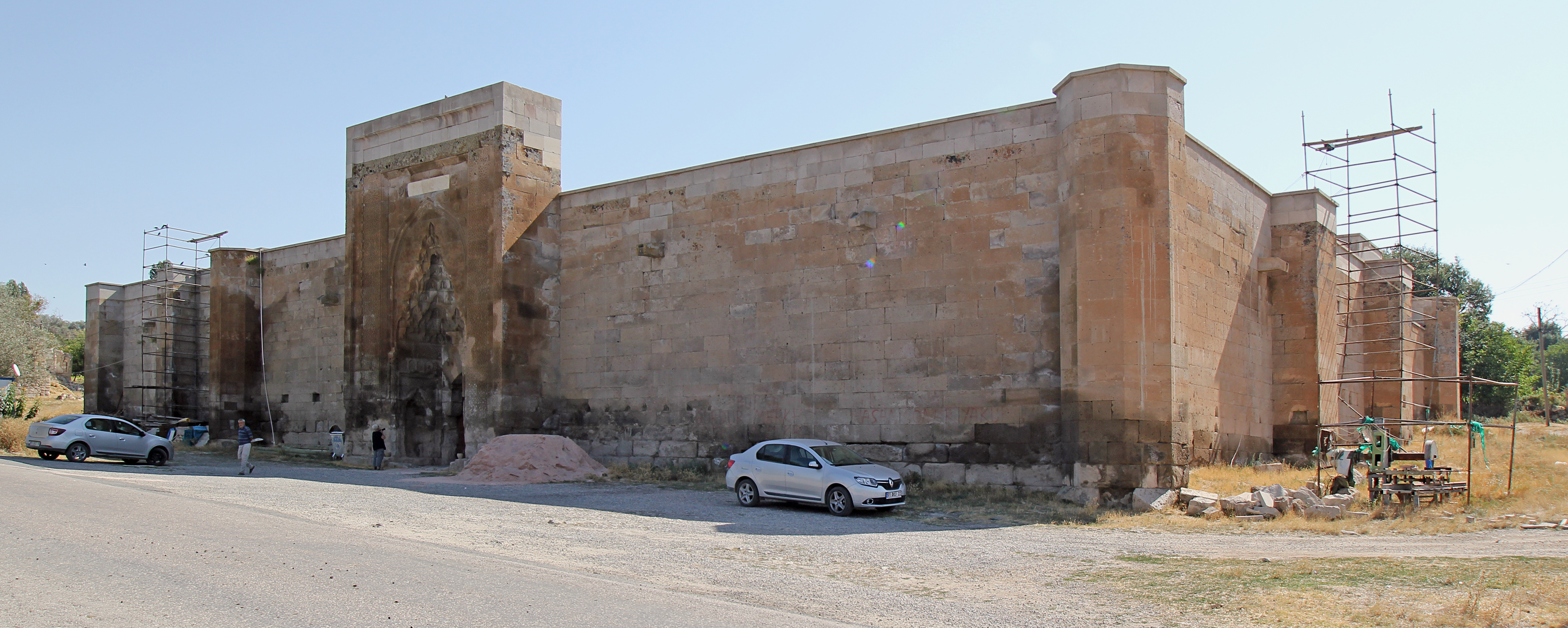
General view of the exterior
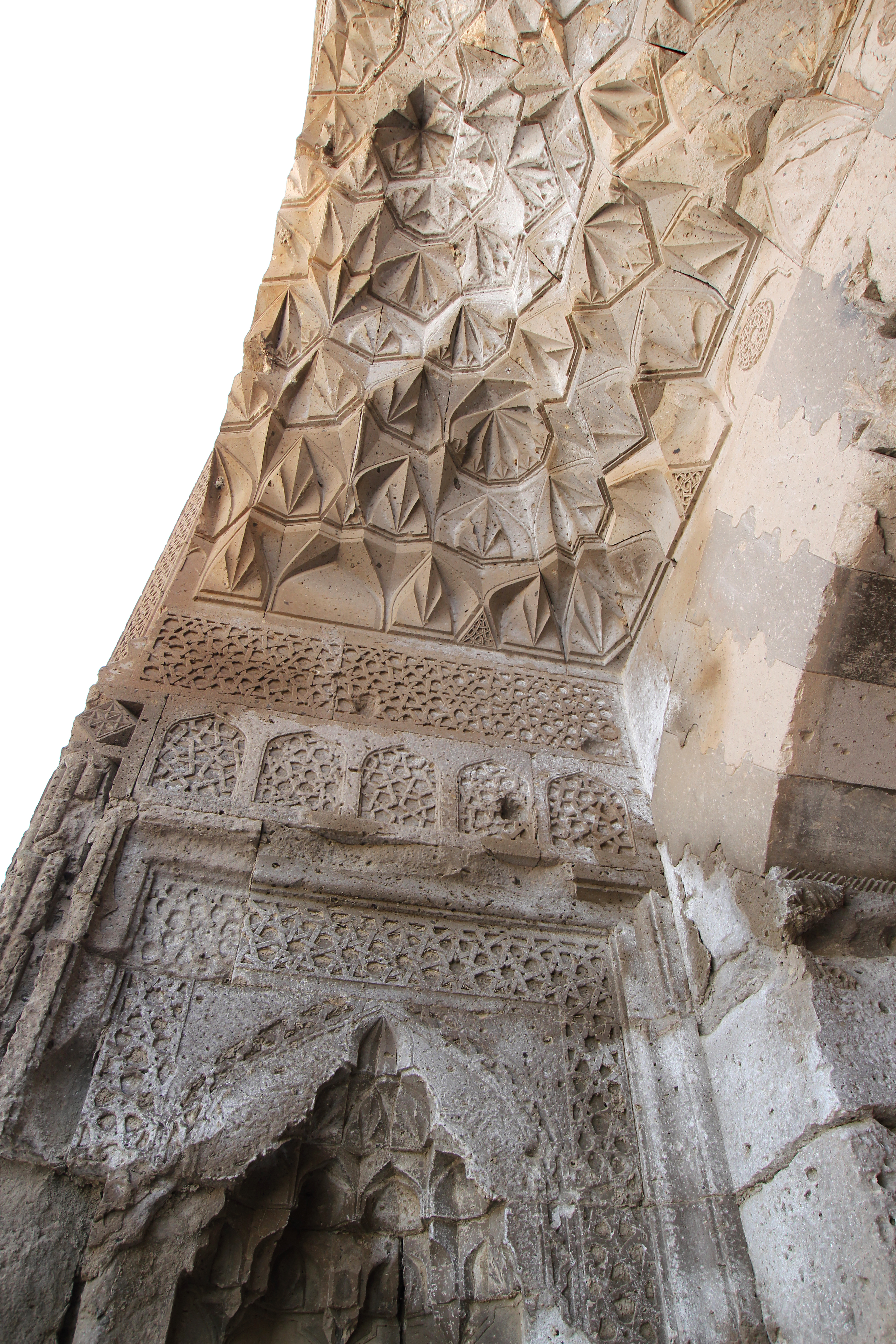
Details of the stone carving in the main entrance portal
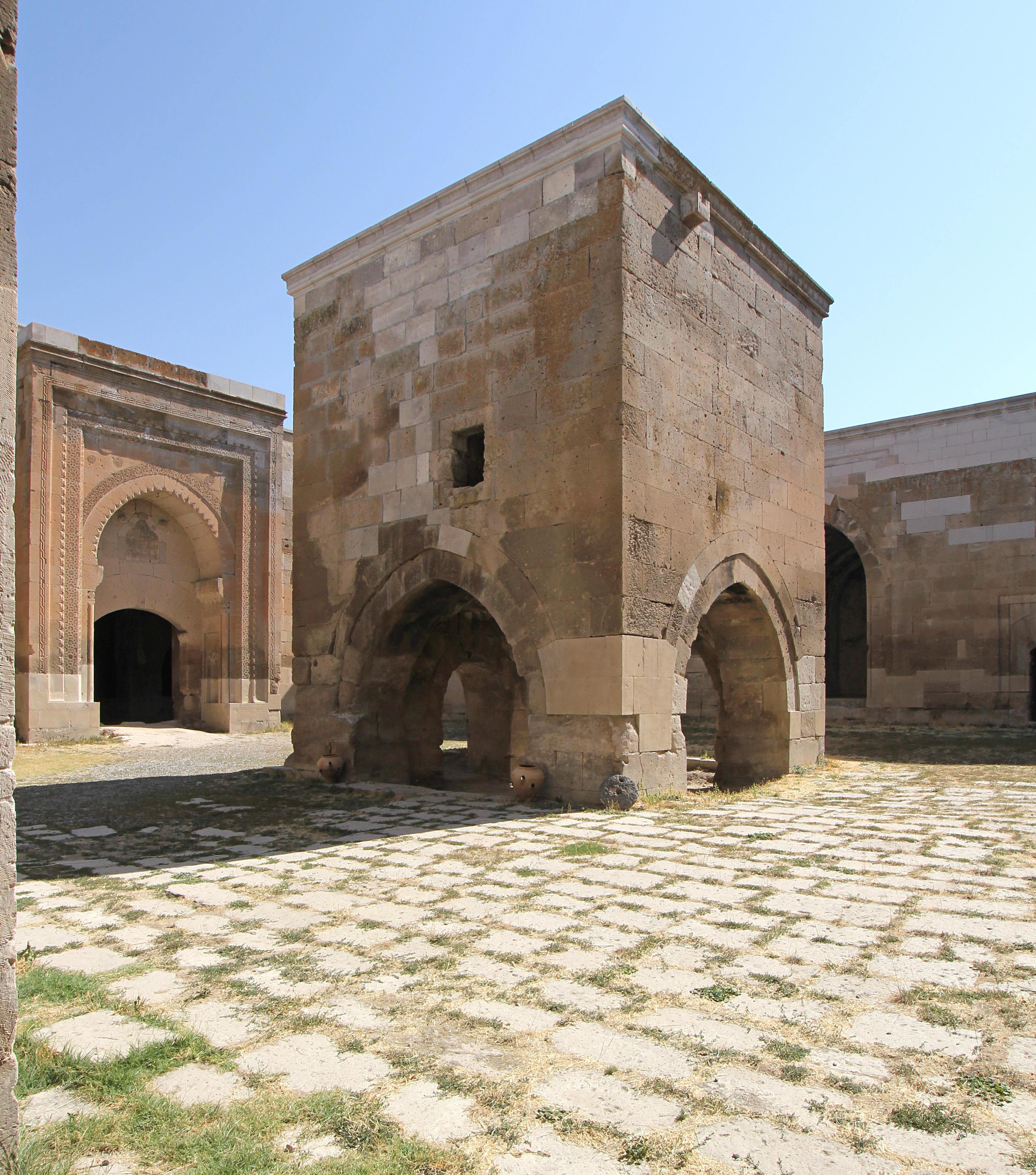
The main courtyard with the elevated mosque
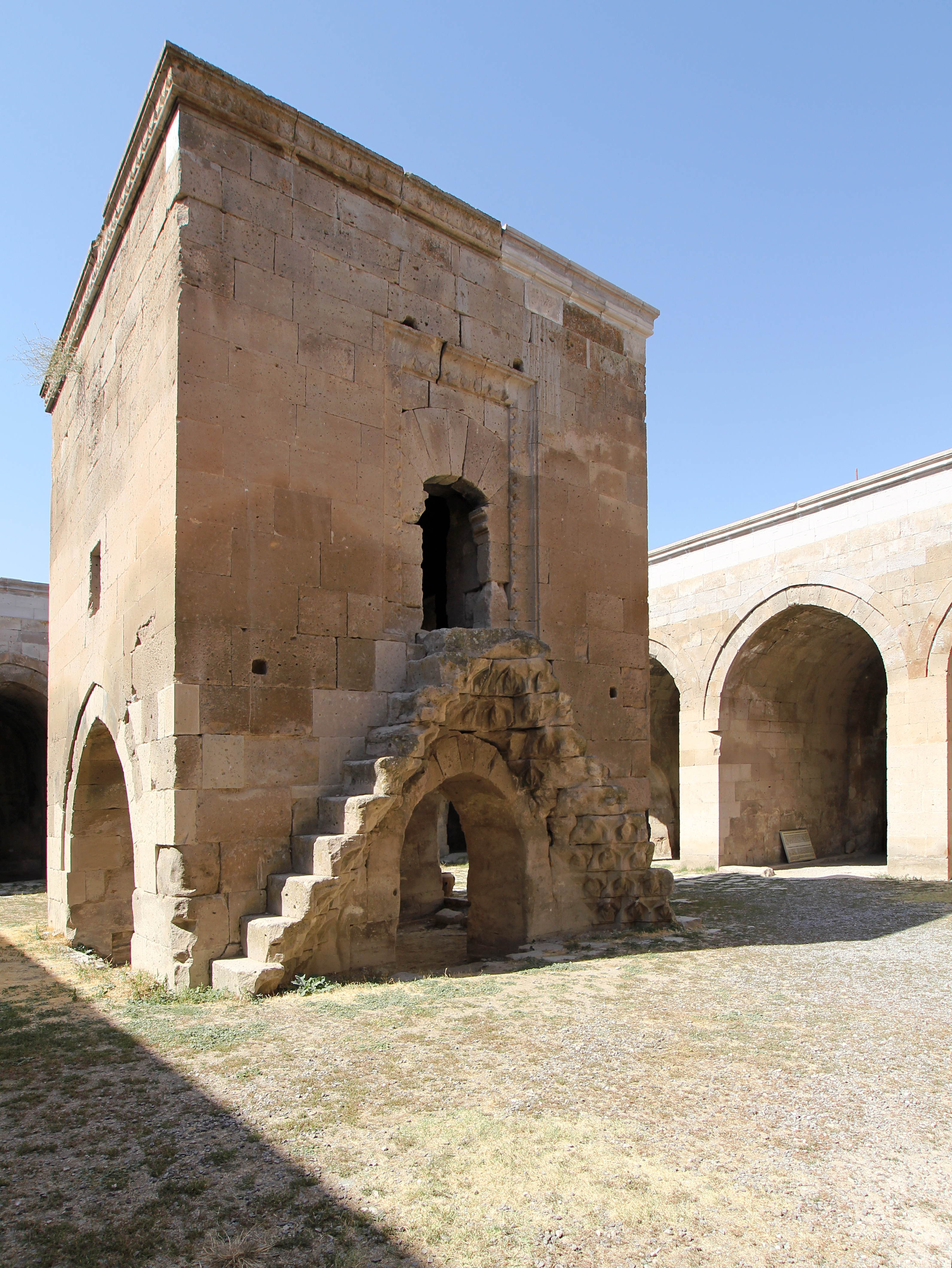
The mosque, seen from its entrance side
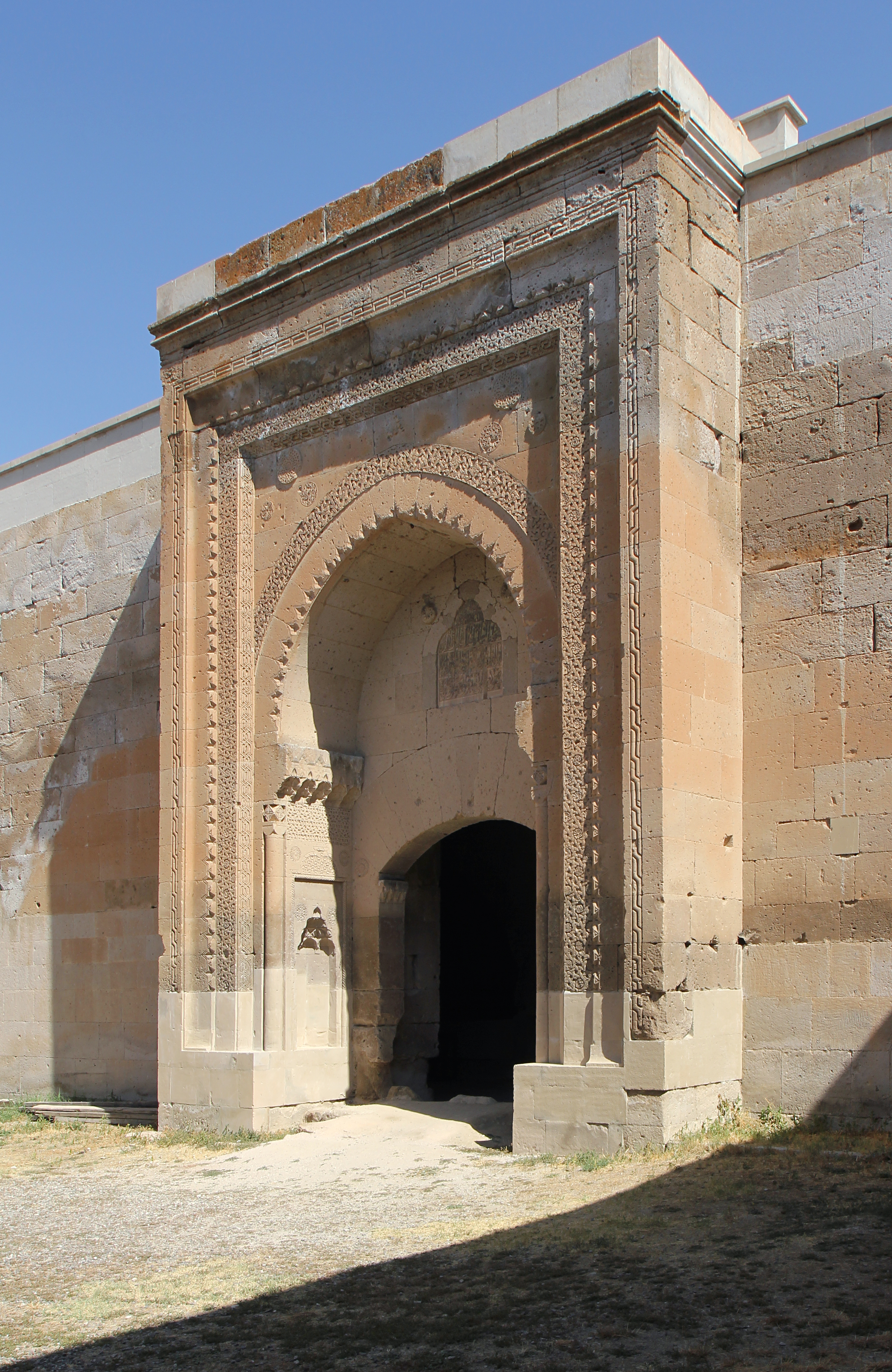
The entrance portal of the covered or indoors section
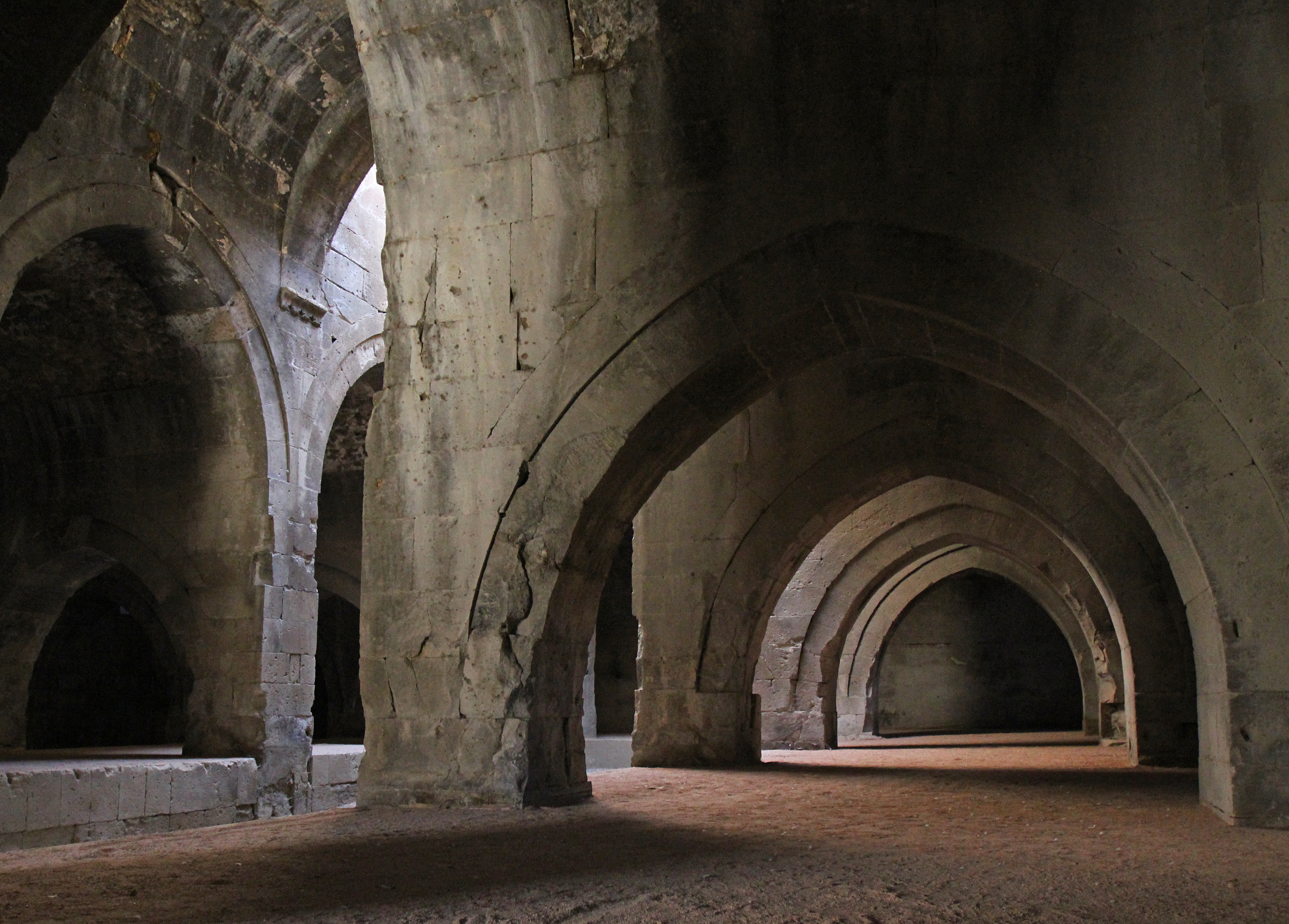
The interior of the covered section
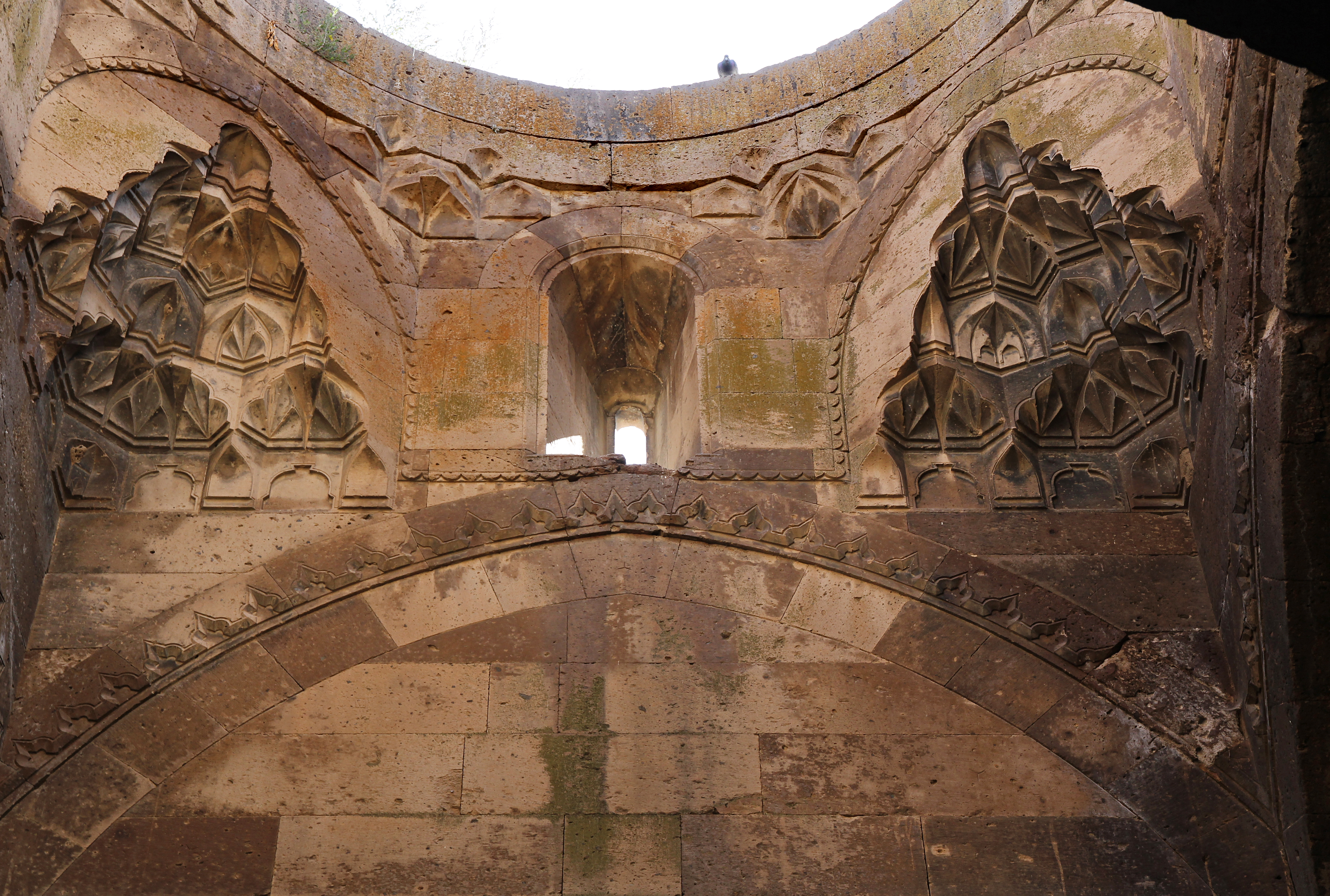
The base and muqarnas-carved squinches of the central dome in the covered section (the dome itself has been lost)